# Affaires de fou
Affaires de fou (Cose da pazzi) est un film italien réalisé par G. W. Pabst et sorti en 1954.

## Synopsis
La jeune Dalia Rossi, qui voulait être admise dans une clinique pour des problèmes cardiaques, est prise à tort pour une folle et admise dans un hôpital psychiatrique dirigé par le professeur Ruiz sous le nom de « Villa Felicità », la « Maison du bonheur ». Juste après le premier examen, Dalia est déclarée tout à fait « normale » et en bonne santé. Cependant ce jugement n'a pas d'importance, car le psychiatre examinateur est lui-même fou, et croit lui-même qu'il est médecin.

## Fiche technique
- Titre original : Cose da pazzi
- Réalisation : G. W. Pabst
- Scénario : Léo Lania, Bruno Paolinelli, Bruno Valeri
- Producteur : Bruno Paolinelli
- Photographie :Mario Bava, Gábor Pogány
- Musique : Mario Nascimbene
- Genre : Comédie[1]
- Montage : Mario Serandrei
- Durée : 81 minutes
- Date de sortie :
  - 20 mars 1954

## Distribution
- Aldo Fabrizi : Gnauli
- Carla Del Poggio: Dalia Rossi
- Enrico Viarisio : Professeur Ruiz
- Enzo Fiermonte : Paolo
- Rita Giannuzzi : Silvia
- Lianella Carell : Diomira Guidi
- Arturo Bragaglia : le pêcheur
- Oscar Andriani : le fou qui écrit une lettre
- Marco Tulli : le patient inventeur
- Gianna Baragli : une folle
- Nietta Zocchi : une folle
- Lia Di Leo : l'infirmière
- Walter Brandi : un docteur